# Dunhuang
Dunhuang (Kinesisk: 敦煌 Tun-huang) er en by i den nordlige del af Gansuprovinsen i Kina og er kendt for sit nærliggende store buddhistiske grottekompleks, Mogaogrotterne (el. Dunhuanggrotterne) som udgør et netværk, der i alt omfatter omkring 500 templer. De første huler menes at være blevet udgravet og udsmykket omkring år 366. Flere kom til med tiden, og først i Yuan-dynastiet (1279-1368) ophørte opførelsen af huler og tempelbygninger på stedet. Dunhuang lå på den berømte silkevej, og de handelsrejsende donerede penge til opførelse og udsmykning af grotterne, dels som tak for vel gennemført rejse gennem tørre ørkenområder og dels for at ønske en sikker rejse videre vestover.

## Dunhuang-tekster
I 1038 blev en stor mængde håndskrifter og tekster gemt væk i en lille grotte, der forblev forseglet indtil omkring år 1900. Teksterne var dels religiøse, overvejende buddhistiske, og dels verdslige dokumenter. De fleste tekster var skrevet på kinesisk, mens andre var forfattet på sanskrit, tibetansk, runetyrkisk, sogdisk, uighurisk og andre centralasiatiske sprog. I 1907 og 1908 lykkedes det to opdagelsesrejsende fra Storbritannien og Frankrig at købe en del af disse tekster. En del andre opdagelsesrejsende fik ligeledes fat i nogle flere af teksterne, før den daværende kinesiske regering fik flyttet de resterende tekster til Beijing.
I sensommeren 1915 rejste overtelegrafist Arthur Bollerup Sørensen (1880-1932) gennem Dunhuang og fik tilbudt at købe nogle gamle kinesiske tekster. Det gjorde han, og i november 1915 præsenterede han for Det Kongelige Bibliotek 14 skriftruller med 16 tekstdele. De 14 håndskrevne ruller indeholder et daoistisk og 15 buddhistiske tekster. 

## Ekstern henvisning
- International Dunhuang Project Arkiveret 20. juli 2011 hos  Wayback Machine

40°08′28″N 94°39′50″Ø / 40.1411°N 94.6639°Ø